# Long Bình Tân
Long Bình Tân is een phường van Biên Hòa, de hoofdstad van de provincie Đồng Nai.